# Finländska Mästerskapsserien i fotboll 1940
 Finländska Mästerskapsserien i fotboll spelades i cupformat.

## Semifinaler
- TPS, Åbo-VPS, Vasa 6-3
- Sudet, Viborg-HJK, Helsingfors  2-1

## Mästerskapsfinal
- Sudet 2-0 TPS